# Пироговський провулок (Одеса)
Пирого́вський прову́лок — коротка (200 м) вулиця в історичній частині Одеси, від Пироговської до Семінарської вулиці.
Поштовий індекс Укрпошти — 65044.
Названий, як і прилегла вулиця, на честь лікаря-хірурга Миколи Пирогова, який працював у 1856—1858 роках у військовому госпіталі поблизу.

## Історія
Колишні назви:
- ? Приватний провулок (рос. Частный переулок)
- провулок Раухвергера

## Транспорт
Зупинка громадського транспорту вулиця Пироговська, основні маршрути:
- тролейбуси
  - 7: вул. Архітекторська — вул. Новосельського
  - 9: вул. Інглезі — вул. Грецька
  - 10: вул. Інглезі — вул. Рішельєвська
- автобуси (маршрутки)
  - 175: Меморіал 411 батареї — пл. Соборна
  - 242: Лікарня водників — вул. 28 бригади

## Пам'ятки

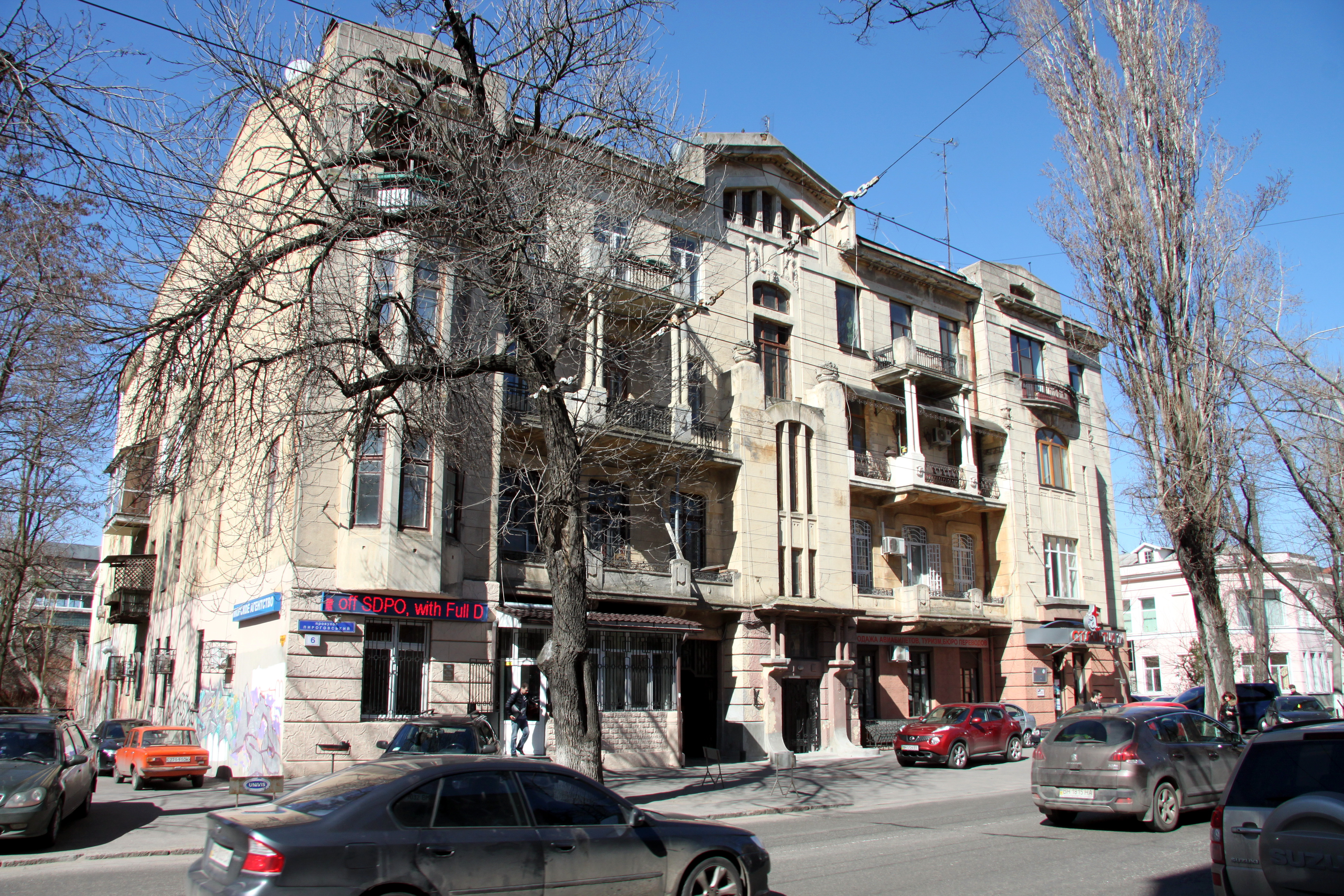
Прибутковий будинок Раухвергера

Будинок № 6 — Прибутковий будинок Раухвергера (1912, архітектор М. І. Лінецький).